# 函館家庭裁判所
函館家庭裁判所（はこだてかていさいばんしょ）は、北海道函館市にある日本の家庭裁判所の一つで、北海道を管轄している。略称は、函館家裁（はこだてかさい）。江差に支部を、松前、八雲、寿都に出張所を置いている。

## 所在地
- 本庁：北海道函館市上新川町1-8　北緯41度46分42秒 東経140度44分19.5秒 / 北緯41.77833度 東経140.738750度
函館バス昭和橋停留所下車 徒歩5分
函館市電（日中は5から6分間隔で運行）昭和橋停留場下車 徒歩5分
- 江差支部：北海道檜山郡江差町字本町237　北緯41度51分55.9秒 東経140度7分41.5秒 / 北緯41.865528度 東経140.128194度
函館バス新地バス停下車 徒歩5分
- 松前出張所：北海道松前郡松前町字建石48　北緯41度25分30秒 東経140度5分21.5秒 / 北緯41.42500度 東経140.089306度
函館バス建石団地前バス停から徒歩1分
- 八雲出張所：北海道二海郡八雲町末広町184　北緯42度15分13.4秒 東経140度16分7.8秒 / 北緯42.253722度 東経140.268833度
JR函館線八雲駅から徒歩10分
- 寿都出張所：北海道寿都郡寿都町字新栄町209　北緯42度47分42.3秒 東経140度13分28.7秒 / 北緯42.795083度 東経140.224639度
ニセコバス寿都ターミナルバス停から徒歩5分

## 管轄
- 本庁
  - 函館市、北斗市、上磯郡知内町、木古内町、亀田郡七飯町、茅部郡鹿部町、森町
- 松前出張所
  - 松前郡松前町、福島町
- 八雲出張所
  - 山越郡長万部町、瀬棚郡今金町、久遠郡せたな町（旧瀬棚町、旧北檜山町域に限る）、二海郡八雲町（旧山越郡八雲町域に限る）
- 寿都出張所
  - 寿都郡寿都町、黒松内町、島牧郡島牧村
- 江差支部
  - 檜山郡江差町、上ノ国町、厚沢部町、爾志郡乙部町、奥尻郡奥尻町、久遠郡せたな町（旧大成町域に限る）、二海郡八雲町（旧熊石町域に限る）

※ただし、合議事件、少年事件は本庁で取り扱う。

※松前、八雲出張所は、家事審判法で定める家庭に関する事件の審判及び調停のみ扱い、その他の事務は本庁が扱う。

※寿都出張所は、家事事件の受付および出張家事審判・出張家事調停のみ行い、その他の事務は本庁が扱う。

## 歴代所長
（任期の後ろは後職）
函館地方裁判所長を兼任
- 塩崎勤（1992年3月 - 1994年3月 名古屋高等裁判所部総括判事）
- 篠原勝美（1999年3月～2000年8月 東京高等裁判所部総括判事）
- 植村立郎（2000年8月～2002年6月 新潟地方裁判所長）
- 門野博（2002年6月～2003年7月 札幌地方裁判所長）
- 大和陽一郎（2003年7月～2004年12月 大阪高等裁判所部総括判事）
- 矢村宏（2004年12月～2007年3月 札幌高等裁判所刑事部部総括判事）
- 上垣猛（2007年3月～2008年10月 奈良地方裁判所長兼奈良家庭裁判所長）
- 瀧澤泉（2008年10月～2010年2月 司法研修所教官）
- 信濃孝一（2010年2月 - 2011年3月 退官）
- 山田俊雄（2011年3月 - 2012年7月 東京地方裁判所立川支部長）
- 笹野明義（2012年7月 - 2014年3月 大阪高等裁判所部総括判事）
- 甲斐哲彦（2014年3月 - 2015年2月 札幌家庭裁判所長）
- 山田陽三（2015年2月 - 2016年3月 大阪高等裁判所部総括判事）
- 和田真（2016年3月 - 2017年7月 大阪高等裁判所部総括判事）
- 石栗正子（2017年7月 - 2019年4月 札幌家庭裁判所長）
- 齊木教朗　(2019年4月 - 2021年2月 依願退官)
- 佐久間健吉　(2021年2月 - 2022年4月 札幌高等裁判所部総括判事)
- 三木素子　(2022年4月 - 2023年6月 大阪高等裁判所部総括判事)
- 内田博久 (2023年6月 - 現職)